# 托马斯·卢克曼
托马斯·卢克曼（英語： 1927年10月14日—2016年5月10日）美国-奥地利社会学家，生于南斯拉夫王国耶塞尼采，在维也纳大学和因斯布鲁克大学学习哲学，其研究对传播社会学、知识社会学、宗教社会学和科学哲学有重要贡献。其代表作是與彼得·柏格合著的知識社會學專著《现实的社会建構》，出版於1966年。